# Етельред I (король Мерсії)
Етельред I (давн-англ. Æþelred) — король Мерсії у 675-704 роках.

## Біографія
Етельред був сином короля Пенди. Нічого не відомо ні про дату народження, ні про дитинство Етельреда. У нього були два брати Педа і Вульфхер, та дві сестри, Кінебурга і Кінесвіта. У 675 році, коли помер його брат Вульфхер, Етельред зайняв трон в обхід свого племінника Кенреда.
У 676 році армія Етельреда вторглася в Кент, спустошуючи країну, руйнуючи церкви і монастирі. Було взято і зруйновано Рочестер, місце перебування єпископа західного Кента. У 679 році Етельред відновив давню війну проти Нортумбрії. Він розбив військо короля Нортумбрії Егфріта у битві на березі річки Трент. У бою загинув Ельфвін, брат короля Нортумбрії. В результаті перемоги Мерсія повернула собі Ліндсі.
Етельред був побожним королем, «знаменитий більше за свою побожність, ніж за тягу до війни». Він зробив кілька земельних дарів на користь розширення церкви, включаючи ділянки в Тетбері, Лонг-Ньютон, і Сомерфорд-Кейнс. Є також версія, що Етельред мав відношення до заснування абатства Абінгдон в південному Оксфордширі. За правління Етельреда Теодор, архієпископ Кентерберійський, почав істотну перебудову церковного управління в Мерсії. У 675 році він змістив вигнанного з Йорка Вілфріда з кафедри єпископа Лічфілда, і за наступні чотири роки розділив велику Мерсію на п'ять дієцезій: Лестер, Лічфілд, Вустер, Дорчестер і Херефорд.
В 697 році була убита дружина Етельреда королева Остріт. Згідно тогочастого літописця Беди Преподобного вбивцями були «свої, тобто мерсійські, знатні люди», але він не розкриває причини вбивства. Остріт була похована в монастирі Бардні в провінції Ліндсей (нині Бардні в Лінкольнширі), де покоїлися кістки її дядька Освальда Нортумбрійського. Король Етельред I 704 році, отримавши відразу до мирського життя, поступився короною своєму племіннику Кенреду, а сам постригся в ченці у Барднейському монастирі, де став згодом абатом. Можливо, що Етельред продовжував мати вплив в своєму королівстві і після зречення: Стефан-Едда у житії Св. Вілфріда розповідає, як Етельред викликав до себе Кенреда і повелів йому помиритися з Вілфрідом. Дата смерті Етельреда не засвідчена; хоча відомо, що він був похований в Бардні.